# Рекітське сузір'я

Логотип фестивалю

«Рекітське сузір'я» — міжнародний дитячий і молодіжний мистецький фестиваль-конкурс, що з 2003 року щорічно проводиться в Міжгірському районі Закарпатській області в першій декаді липня.
Перевага для участі у фестивалі надається дітям, які позбавлені батьківської опіки, із багатодітних та малозабезпечених родин, які живуть у гірській та сільській місцевостях, а також на території, яка забруднена Чорнобильською АЕС.
Окрім конкурсів, у програмі фестивалю — творчі зустрічі, тренінги, майстер-класи.

## Історія фестивалю
Фестиваль заснувала «Мала академія літератури і журналістики» з ініціативи її ректора Василя Тарчинця.
Вперше проведений 5-8 липня 2003 на околиці села Рекіти в урочищі Тисовець, на межі між Закарпатською і Львівською областями. З того часу проводиться щорічно — в урочищі Тисовець відбулося п'ять фестивалів (2003—2007)
Під час Першого фестивалю змагання проводилися у чотирьох номінаціях: «Поезія», «Проза», «Журналістика», «Малюнок». У першому фестивалі взяло участь більше тисячі дітей, їх наставників, та гостей із Закарпатської, Івано-Франківської, Львівської, Волинської областей та міст Києва, Чикаго (США), Прага (Чехія). 
З 2008 фестиваль проводиться у селищі Міжгір'ї, на базі Міжгірського професійного ліцею. 
2020 року у зв'язку з пандемією КОВІД-19 XVII фестиваль проведений у дистанційному режимі на вебпорталі „Міжнародна Академія літератури і журналістики” (МАЛіЖ). Цього року фестиваль пройшов під гаслом «Почуйте нас! Діти світу за мир!». Його учасниками стали школярі з 17 країн.
Станом на кінець 2020 учасниками фестивалю за увесь час його проведення було понад 4 тисячі дітей, 176 конкурсантів отримали Гран-прі.

## Конкурсні номінаці і відзнаки
У конкурсних творчих змаганнях, у кожній із 13 номінацій учасники можуть отримати Гран-прі та диплом І, ІІ, ІІІ ступеня.
Крім того за підсумками фестивалю присвоюються звання лауреатів:
- мистецької премії ім. Володимира Івасюка у номінації «Авторська пісня» — від Львівського обласного козацького товариства "Міжнародна асоціація «Козацтво»
- мистецької премії ім. Василя Пилип'юка у номінації «Художнє фото» — від Львівського обласного козацького товариства "Міжнародна асоціація «Козацтво»
- премії ім. Наталки Петренко у номінації «Поезія» — засновано канцлером Львівського університету бізнесу і права Янковською Ларисою Анатоліївною,
- літературної премії ім. Володимира Ковалика у номінації «Проза» — заснував голова Закарпатської філії-відділення благодійного фонду М.Томенка «Рідна країна» Сербайло Андрій Андрійович.
- премії Андрія Бокотея У номінації «Малюнок» — заснував лауреат Державної премії ім. Т. Г. Шевченка, митець Бокотей Андрій Андрійович.

Є також номінації: «Журналістика», «Літературно-мистецька композиція», «Етнографія і народні промисли», «ІТ, робототехніка та авіамоделі», «Хореографія», «Електронні ЗМІ», «Дитяче та юнацьке радіо», «Кіно і відео».
Кращі літературні твори учасників фестивалю опубліковані в чотирьох друкованих збірках, вибраних творів "Рекітське сузір'я"

## Підтримка фестивалю
Президент фестивалю Андрій Андрійович Шекета разом зі своєю командою, здійснює підготовку до фестивалю, упродовж всього року та забезпечує його  проведення.
Закарпатська обласна адміністрація та Закарпатська обласна рада — надають Гран-прі фестивалю.
Міжгірська районна державна адміністрація та районна рада залучає до участі у фестивалі школярів, виділяє транспорт для зустрічі та від'їзду учасників і гостей фестивалю, проведення екскурсій, забезпечує озвучення фестивалю, вирішує інші побутово-технічні питання.